# Vladímir Romanishin
Vladímir Stanislávovich Romanishin –en ruso, Владимир Станиславович Романишин– (27 de agosto de 1959) es un deportista soviético que compitió en remo.
Ganó tres medallas en el Campeonato Mundial de Remo entre los años 1985 y 1990.
Participó en dos Juegos Olímpicos de Verano, en los años 1988 y 1992, ocupando el sexto lugar en Barcelona 1992, en la prueba de cuatro con timonel.

## Palmarés internacional
| Campeonato Mundial | Campeonato Mundial     | Campeonato Mundial | Campeonato Mundial |
| Año                | Lugar                  | Medalla            | Prueba             |
| ------------------ | ---------------------- | ------------------ | ------------------ |
| 1985               | Malinas (Bélgica)      | Medalla de oro     | Cuatro con timonel |
| 1987               | Copenhague (Dinamarca) | Medalla de plata   | Cuatro con timonel |
| 1990               | Tasmania (Australia)   | Medalla de bronce  | Cuatro con timonel |